# Кунь
Кунь — река в России, протекает по территории Краснокамского района Башкортостана. Впадает в Белую в 68 км от устья, берёт своё начало у села Шушнур. Длина реки — 25 км.

## Данные водного реестра
По данным государственного водного реестра России относится к Камскому бассейновому округу, водохозяйственный участок реки — Белая от города Бирск и до устья, речной подбассейн реки — Белая. Речной бассейн реки — Кама
Код объекта в государственном водном реестре — 10010201612111100026831.